# Georg Lebert
Georg Lebert (* 21. Januar 1897 in Heidesheim am Rhein; † 4. Juni 1974 in Ingelheim am Rhein) war ein deutscher Politiker (SPD).

## Leben
Georg Lebert war der Sohn des Ackermanns Georg Lebert und dessen Frau Margaretha, geborene Conradi. Er nahm die katholische Konfession an. Bald nach dem Besuch der Volksschule absolvierte er 1916 die Prüfung zum Zugschaffner. Von 1916 bis 1918 nahm er als Soldat am Ersten Weltkrieg teil. Nach Kriegsende legte er eine weitere Prüfung zum Weichenwärter ab. 1919 begann er, in diesem Beruf bei der Eisenbahn zu arbeiten. Doch nur bis 1920 war er als Eisenbahnbeamter bei der Reichsbahn tätig. Von September 1920 bis 1933 war Lebert in leitender Position Angestellter im Deutschen Eisenbahner-Verband (DEV)/Einheitsverband der Eisenbahner Deutschlands (EdED) in Bingen am Rhein. Zudem war er nahezu den gesamten Zeitraum Bezirkssekretär der Bezirksleitung des Verbandes. 
Während der Zeit der Weimarer Republik engagierte sich Lebert seit 1920 in der SPD. Außerdem wurde er später zum Vorsitzenden des SPD-Kreisverbandes Bingen gewählt, dem er bis 1933 vorstand. Aufgrund seiner Teilnahme am „Passiven Widerstand“ gegen die französische Rheinlandbesetzung wurde er 1923 von einem französischen Kriegsgericht zu fünf Jahren Gefängnis verurteilt, bereits ein Jahr später aber infolge des Londoner Abkommens begnadigt. Am 22. Juli 1921 hatte er Anna, geborene Luzius, geheiratet. Die Ehe blieb kinderlos.
Ab 1927 war Lebert Mitglied des Gemeinderates in Heidesheim. Zugleich war er Vorsitzender des SPD-Kreisverbandes. Auch im Reichsbanner Schwarz-Rot-Gold engagierte er sich und übernahm die Funktion eines Bezirksführers. Von Februar 1930 bis November 1931 war er als Nachfolger des verstorbenen Parlamentariers Heinrich Wilhelm Schaub Abgeordneter des Landtags des Volksstaates Hessen.
Nach der „Machtergreifung“ der Nationalsozialisten wurde Kunze im Zuge Zerschlagung der Gewerkschaften Anfang Mai 1933 entlassen. Mehrfach nahmen ihn die NS-Verfolger in „Schutzhaft“. Das erste Mal in Haft war er vom 2. Mai bis 20. Mai 1933 in Bonn. Vom 29. August 1933 bis zum 28. September 1933 war Lebert im Konzentrationslager Osthofen inhaftiert. Er musste mehrere Hausdurchsuchungen und andere Repressalien der NS-Behörden erdulden. Am Zweiten Weltkrieg nahm Lebert von 1939 bis 1941 teil.
Nach 1945 arbeitete Lebert erneut als Bahnbeamter, zunächst bei der Reichsbahn- und dann bei der Bundesbahndirektion in Mainz. 1948 erhielt er die Beförderung zum Bundesbahnrat. 1945 nahm Lebert seine politische Tätigkeit wieder auf und wurde erneut Vorsitzender des SPD-Kreisverbandes Bingen. Im selben Jahr wurde er von der US-amerikanischen Militärverwaltung zum Ersten Bürgermeister von Heidesheim ernannt. Diese Funktion hatte er bis Dezember 1945 inne. Vom 19. Oktober 1956, als er für den ausgeschiedenen Abgeordneten Heinz Brühne nachrückte, bis 1962 war er Abgeordneter des Rheinland-Pfälzischen Landtages.